# 와다 산조
와다 산조(일본어: 和田三造, 1883년 3월 3일 ~ 1967년 8월 22일)는 일본의 서양화가이다. 제국미술원(현재 일본예술원)의 회원이자 도쿄미술학교(현재 도쿄 예술대학)의 교수를 역임하였다. 1927년에 색의 표준화의 필요성을 절감하여 일본표준색협회를 창립하였다. 1953년에 영화 《지옥문》(地獄門)의 색채와 의상 디자인을 담당하여 1954년 아카데미상의 의상디자인상을 수상하였다.